# Fuente el Olmo de Fuentidueña
Fuente el Olmo de Fuentidueña er en by og kommune i det centrale Spanien i provinsen Segovia. Den har et indbyggertal på 395 (2024) indbyggere.